# Eugenio Perego

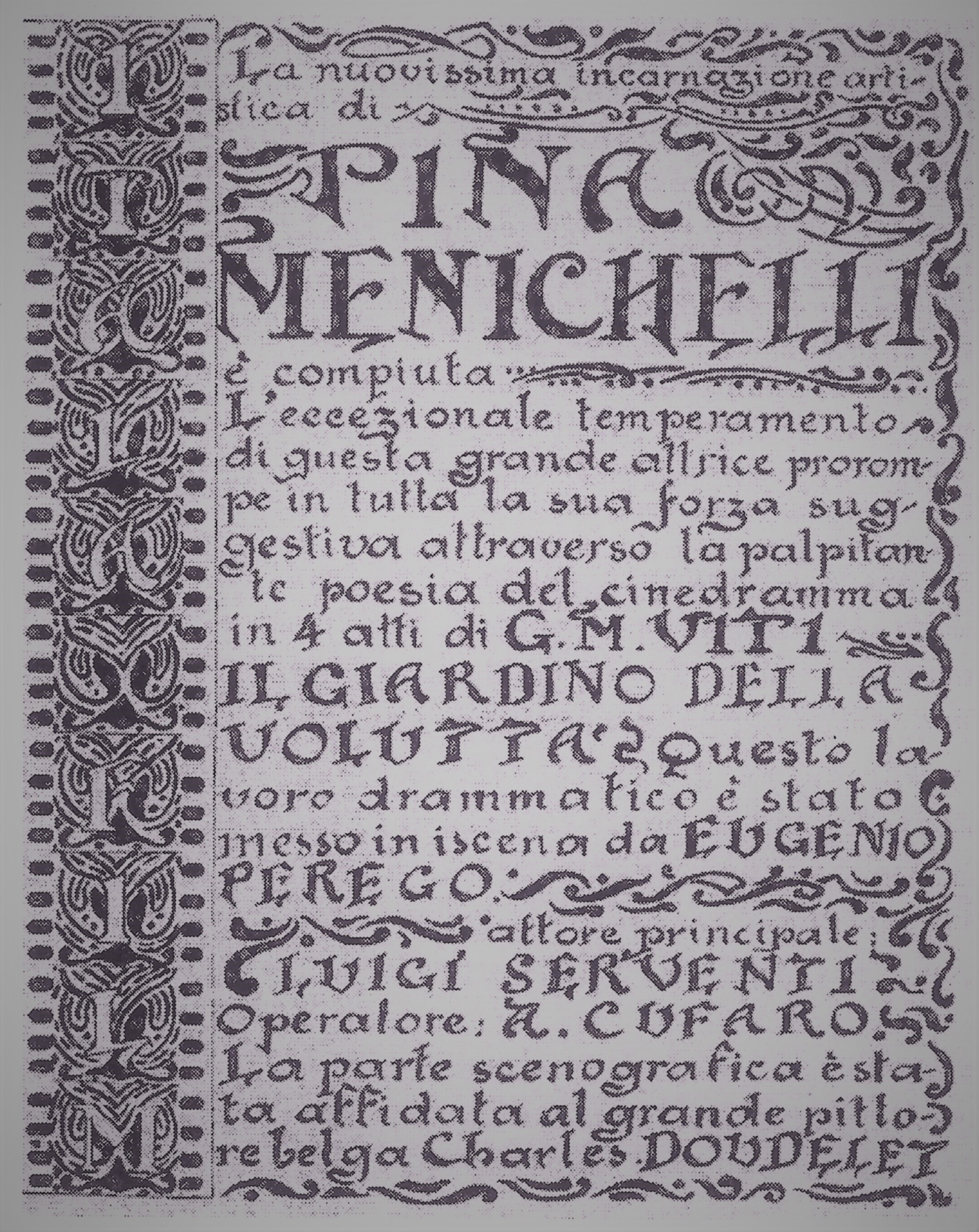
Itala film affiche 1918 Il Giardino della Volutta

Eugenio Perego (Milano, 28 agosto 1876 – Roma, 26 febbraio 1944) è stato un regista e sceneggiatore italiano.

## Biografia
Eugenio Perego è stato un regista del cinema italiano, attivo nella prima parte del XX secolo, nell'epoca del cinema muto. Ha cominciato come soggettista e riduzionista per alcune case torinesi; viene promosso a regista alla Milano Film e, dopo aver girato film in tutta Italia si trasferisce a Napoli, dove gira sette film insieme alla diva del periodo (e compagna del produttore Gustavo Lombardo), Leda Gys, per la Lombardo Film.
Ha lavorato con grandi attrici del periodo cinema muto, tra cui Lina Millefleurs, Pina Menichelli, Leda Gys e Musidora, con la quale collaborò anche in quanto co regista.

## Filmografia

### Regista
- L'appetito vien mangiando (1915)
- La cattiva stella (1916)
- Il ciclone (1916)
- Partita doppia (1916)
- La pupilla riaccesa (1916)
- Verso l'arcobaleno (1916)
- Il vindice (1916)
- Così è la vita (1917)
- L'incendio dell'Odeon (1917)
- La chiamavano Cosetta (1917)
- Il giardino incantato (1918)
- Papà mio, mi piacciono tutti! (1918)
- La vagabonda (1918) - co-regia di Musidora
- Fiamma simbolica (1919)
- Lasciate fare a Niniche (1919)
- Noris (1919)
- Il padrone delle ferriere (1919)
- Il principe idiota (1919)
- La disfatta dell'Erinni (1920)
- Il fallimento di Satana (1920)
- La matassa di seta (1920)
- La naufraga della vita (1920)
- La storia di una donna (1920)
- Il supplizio del silenzio (1920)
- Le tre illusioni (1921)
- La fornace (1922)
- La trappola (1922)
- L'unico peccato (1922)
- Il capolavoro di Saetta (1923)
- Santarellina (1923)
- Caporal Saetta (1924)
- Galaor contro Galaor (1924)
- Grand Hôtel Paradis (1924)
- Vedi Napoli e poi muori (1924)
- Profanazione (1924)
- Napoli è una canzone (1927)
- Napule... e niente cchiù! (1928)
- Rondine (1929)
- La signorina Chicchiricchì (1929)

### Sceneggiatore
- I promessi sposi, regia di Ubaldo Maria Del Colle (1913)

### Attore
- I pericoli dei travestimenti, regia di Émile Vardannes (1914)